# جورج أفيري
جورج أفيري (بالإنجليزية: George Avery) هو أخصائي في الأدب أمريكي، ولد في 1927 في فيلادلفيا في الولايات المتحدة، وتوفي في 5 مارس 2004 في تشيستر في الولايات المتحدة.